# Шипченска битка (юли 1877)
Вижте пояснителната страница за други значения на Шипченска битка.
Шипченската битка от юли 1877 г. е първата борба в Шипченския проход. В резултат на битката Руската армия установява контрол над Шипченския проход, най-удобната и пряка връзка между Северна и Южна България. Боевете за прохода имат решаващо значение за развръщане на първоначалното руско настъпление в хода на Руско-турската война (1877 – 1878).

## Оперативна обстановка
След десанта през река Дунав в края на юни 1877 г., руското командване изпраща към вътрешността на страната Предния отряд с командир генерал-лейтенант Йосиф Гурко. Близка задача е установяване контрол над проходите в Стара планина. След овладяване на Хаинбоазкия проход е планирано и превземането на Шипченския проход чрез действия на Габровския отряд. Формиран е от части на 9-а пехотна дивизия с командир генерал-майор Валериан Дерожински. Предвиден е и комбиниран удар от юг от части на Предния руски отряд.
Като оценява стратегическото значение на прохода, османското командване изгражда на него пет последователни позиции, осигуряващи защитата му от север на Средното беклеме, Кадийската стена, връх Узункуш, връх Шипка и връх Свети Никола. Отбраната е възложена на отряд от 4700 офицери и войници с командир Ахмед Хулюси паша.

## Бойни действия
На 4 юли малки сили на Габровския отряд изтласкват три османски табора от връх Голям Бедек, които отстъпват на самия проход. Вечерта командирът на 9-а пехотна дивизия генерал-майор Николай Святополк-Мирски поема временно командването на Габровския отряд. Заповедта на главнокомандващия княз Николай Николаевич е предприемане на енергични действия. Силите на отряда са разделени на три колони. Дясната, с командир подполковник Хоменко, към обяд на 5 юли превзема село Зелено дърво, обстрелва противниковите позиции на връх Шипка и се отправя към Химитлийския проход. Средната, с командир полковник Густав Линдстрьом, нанася фронтален удар по шосето и към 14,00 часа достига първото беклеме. Лявата, с командир капитан Кончалов, предприема обходно движение и достига връх Демиртепе. Провежда неравен бой и привечер се връща в град Габрово.
Предният отряд, осведомен за боя, атакува от юг на 6 юли. Провежда настъплението в две колони. Лявата от две сотни пластуни настъпва по шосето и поема върху себе си огъня на противниковата пехота. Дясната с командир полковник Аполинарий Климантович обхожда прохода от изток по пътека, неизвестна на противника. Около 11,00 часа достига до връх Демиртепе и настъпва срещу връх Свети Никола и връх Шипка. Противникът е изненадан и заплашен от едновременна атака от север и юг. За да спечели време за изтегляне от прохода, изпраща парламентьори с предложение за капитулация. В същото време се прегрупира и атакува колоната, която отстъпва. След битката остатъкът от османския отряд, изоставяйки оръдията, се изтегля на запад по планинските пътеки. Съсредоточава се в Пловдив. На следващия ден 7 юли частите на Габровския и Предния отряд се съединяват на билото. Предният отряд се изтегля на юг, а охраната на прохода е поверена на Габровския отряд.

## Паметници
- Надгробен паметник на убити офицери и войници на 5 и 6 юли 1877 г.
- Надгробен паметник на прапорщици Евгений Даценко и Николай Дмитриев от 36-и Орловски полк.
- Полковник Аполинарий Климантович, убит на 6/18 юли 1877 г.
- Паметник на полковник Климантович на Шипка.